# Nicolae Bolboca
Nicolae Bolboca(n. 27 noiembrie 1852, Gilau,  - d. 26 ianuarie 1939, Baia de Cris) a fost un delegat în Marea Adunare Națională de la Alba Iulia, organismul legislativ reprezentativ al „tuturor românilor din Transilvania, Banat și Țara Ungurească”, cel care a adoptat hotărârea privind Unirea Transilvaniei cu România, la 1 decembrie 1918.:p. 77

## Biografie
Nicolae Bolboca a urmat școala primară în comuna natală, iar liceul, 6 clase, le-a făcut la liceul piaristilor din Cluj și 2 clase in Blaj, unde a luat și bacalaureatul.
Studiile teologice le-a făcut la Seminarul Catolic latin din Timișoara, terminând în 1880,
A fost hirotonit de către episcopul Mihalyi. A funcționat ca paroh până în 1895 la Baia de Criș, paroh și protopop până în 1898 la Petromani, iar din 1898 până în 1914 ca protopop la Vermes. Din 1914, a fost în Baia de Cris, de unde a mers la Marea Adunare de la Alba Iulia.